# Petri Engels
Petri Engels es una deportista neerlandesa que compitió en natación sincronizada. Ganó dos medallas de plata en el Campeonato Europeo de Natación, en los años 1981 y 1983.

## Palmarés internacional
| Campeonato Europeo | Campeonato Europeo | Campeonato Europeo | Campeonato Europeo |
| Año                | Lugar              | Medalla            | Prueba             |
| ------------------ | ------------------ | ------------------ | ------------------ |
| 1981               | Split (Yugoslavia) | Medalla de plata   | Equipo             |
| 1983               | Roma (Italia)      | Medalla de plata   | Equipo             |